# 沙卡氏菌属
沙卡氏菌属（学名：Saccardia），是沙卡氏菌科下的一个属。

## 下属物种
本属包括以下物种：
- Saccardia ferruginea G. Winter
- Saccardia quercina Cooke
- Saccardia sydowii (Petr.) Arx